# Rebecca Wisocky
Rebecca Ann Wisocky (ur. 12 listopada 1971 w Yorku w Pensylwanii) – amerykańska aktorka. Najbardziej znana z roli Evelyn Powell w serialu Pokojówki z Beverly Hills.

## Życiorys
Jest córką Sally A. (z d. Samok) i Ronalda J. Wisocky’ego. Karierę aktorską rozpoczęła w teatrze społecznościowym York Little Theatre w swym rodzinnym mieście. Uczęszczała również do Pennsylvania Governor's School for the Arts, a następnie ukończyła Experimental Theatre Wing na Uniwersytecie Nowojorskim.
Karierę aktorską rozpoczęła od występów na Broadwayu w 1995 w sztuce The Play's the Thing. Później występowała w wielu spektaklach, grając głównie silne kobiety, jak Lady Makbet czy Medea. W 2008 zdobyła nagrodę Obie za rolę niemieckiej reżyserki okresu nazistowskiego Leni Riefenstahl w sztuce Jordana Harrisona Amazons and Their Men. Na planie filmowym pokazała się w drugoplanowych rolach w takich filmach, jak Pollock (2000), Funny Money (2006) i Atlas zbuntowany. Część I (2011). W telewizji zadebiutowała w 2000 w jednym z odcinków komedii Seks w wielkim mieście. W późniejszych latach występowała gościnnie w serialach Prawo i porządek, Brygada ratunkowa, Rodzina Soprano, Agenci NCIS, Żar młodości, Ocalić Grace, CSI: Kryminalne zagadki Las Vegas, Trzy na jednego. W większych rolach pokazała się w  serialach 90210 (2010–2011) jako dyrektor Nowack, Mentalista (2010–2013) jako Brenda Shettrick oraz American Horror Story (2011) jako Lorraine Harvey. W latach 2013–2016 odtwarzała Evelyn Powell, jedną z głównych ról w serialu Pokojówki z Beverly Hills. Potem wystąpiła m.in. w serialach Heathers, For All Mankind i Star Trek: Picard. Na dużym ekranie pokazała się w filmie Cześć, na imię mam Doris (2015).

## Życie prywatne
Od 2015 jest żoną projektanta oświetlenia teatralnego Lap Chi Chu.
Ma 173 cm wzrostu.

## Filmografia
- 2000: Pollock
- 2000: Seks w wielkim mieście (Sex and the City, serial tv)
- 2002–2005: Prawo i porządek: Zbrodniczy zamiar (Law & Order: Criminal Intent, serial tv)
- 2003: Prawo i porządek (Law & Order, serial tv)
- 2003–2006: Prawo i porządek: sekcja specjalna (Law & Order: Special Victims Unit, serial tv)
- 2004: Brygada ratunkowa (Third Watch, serial tv)
- 2005: Escape Artists
- 2006: Funny Money
- 2006: Rodzina Soprano (Sopranos, serial tv)
- 2006: Agenci NCIS (NCIS: Naval Criminal Investigative Service, serial tv)
- 2007: The Picture of Dorian Gray
- 2009: My Two Fans
- 2009: CSI: Kryminalne zagadki Las Vegas (CSI: Crime Scene Investigation, serial tv)
- 2009: Ocalić Grace (Saving Grace, serial tv)
- 2010–2011: 90210 (serial tv)
- 2010–2013: Mentalista (Mentalist, serial tv)
- 2011: Atlas zbuntowany. Część I (Atlas Shrugged: Part I)
- 2011: Trzy na jednego (Big Love, serial tv)
- 2011: Żar młodości (The Young and the Restless, serial tv)
- 2011: American Horror Story (serial tv)
- 2012: Gotowe na wszystko (serial tv)
- 2013–2016: Pokojówki z Beverly Hills (Devious Maids, serial tv)
- 2015: Cześć, na imię mam Doris (Hello, My Name Is Doris)
- 2017: Rebel (serial tv)
- 2018: Heathers (serial tv)
- 2019: For ll Mankind (serial tv)
- 2020: Star Trek: Picard (serial tv)
- 2021: Lekomania (serial tv)[6]